# Rhinolophus sakejiensis
Rhinolophus sakejiensis és una espècie de ratpenat de la família dels rinolòfids. Viu a Zàmbia. El seu hàbitat natural és dins del fullatge sempre verd a la part inferior d'una branca a la base d'un gran arbre, enmig del bosc de galeria. També es troba en arbres buits quan descansen. No hi ha cap amenaça significativa per a la supervivència d'aquesta espècie, tot i que està afectada per la pèrdua d'hàbitat de descans com a resultat de la tala i la conversió d'hàbitat adequat per a l'ús agrícola.